# Toriyama Sekien

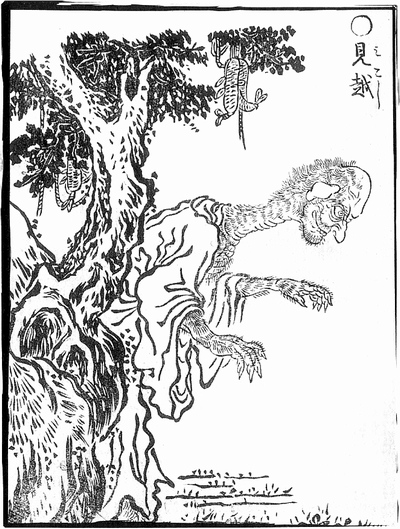
Een Mikoshi-nyūdō zoals uitgebeeld door Toriyama

Toriyama Sekien (japans:鳥山 石燕) (1712 – 22 september 1788), geboren als Sano Toyofusa, was een 18e-eeuwse Japanse geleerde, kyōka-dichter, en ukiyo-e-prentschilderaar. Hij is vooral bekend vanwege zijn uitbeeldingen van Yōkai (monsters), Yūrei (spoken) en Tsukumogami (levend geworden voorwerpen) uit de Japanse folklore.

## Kunst carrière
Toriyama werd geboren als geboren als zoon van rijke dienaren van het Tokugawa-shogunaat. Nadat hij zich had teruggetrokken uit dienst bij het shogunaat, werd hij leraar poëzie en schilderkunst. Hij was een van de eersten die Kanō-technieken toepaste op ukiyo-e- drukkunst, waarbij hij onderweg belangrijke nieuwe technieken uitvond, zoals fuki-bokashi, waarmee kleurgradaties konden worden gerepliceerd.  Hij was de leraar van onder andere Kitagawa Utamaro en Utagawa Toyoharu. 
Sekien is vooral bekend om zijn in massa geproduceerde geïllustreerde boeken van yōkai die in Hyakki Yagyō- monsterparade-rollen waren verschenen. Het eerste boek bleek populair genoeg om drie vervolgen voort te brengen, waarvan het laatste voornamelijk yōkai uit Sekiens verbeelding bevat. Hoewel hij soms wordt omschreven als een 'demonoloog', kan zijn werk beter worden omschreven als een literaire parodie op encyclopedieën zoals de Japanse Wakan Sansai Zue, die destijds populair was in Japan.  De manier waarop Sekien yōkai portretteerde heeft grote invloed gehad op andere Japanse kunstenaars, zowel in zijn eigen tijd als later, inclusief ukiyo-e-kunstenaars Tsukioka Yoshitoshi, Kawanabe Kyōsai en mangakunstenaar Mizuki Shigeru. 

## Werken
- Toriyamas album (鳥山彦, Toriyamabiko, gepubliceerd in 1773)
- Sekiens album (石燕画譜, Sekien Gafu, gepubliceerd in 1774)
- De geïllustreerde demonennachtparade (画図百鬼夜行, Gazu Hyakki Yagyō, gepubliceerd in 1776)
- De geïllustreerde demonenhorde van vroeger en nu, vervolg (今昔画図続百鬼, Konjaku Gazu Zoku Hyakki, gepubliceerd in 1779)
- Nog meer van de demonenhorde van vroeger en nu (今昔百鬼拾遺, Konjaku Hyakki Shūi, gepubliceerd in 1780)
- Een horde van behekst huisraad (画図百鬼徒然袋, Gazu Hyakki Tsurezure Bukuro, gepubliceerd in 1784)

De laatste vier boeken werden vertaald naar het Engels en gebundeld uitgeven in 2017.
- Biblioteca Nacional de España: XX5466130
- Bibliothèque nationale de France: cb17710496h (data)
- CiNii: DA04206325
- Gemeinsame Normdatei: 1136396179
- International Standard Name Identifier: 0000 0000 8203 7536
- Library of Congress Control Number: nr96026815
- MusicBrainz: ad8058c0-4947-4f99-91e0-fae92f4ff37a
- Bibliotheek van het Japanse parlement: 00272309
- Nationale Bibliotheek van Israël: 987012289406305171
- Réseau des bibliothèques de Suisse occidentale: 02-A028459095
- Virtual International Authority File: 17122908
- WorldCat: E39PBJf8wwQ3R4Cd6cvPpVMHG3